# Posuzování životního cyklu
Posuzování životního cyklu (anglicky life cycle assessment, zkráceně LCA) je metoda posuzování životního cyklu produktu nebo služby z hlediska jeho působení na životní prostředí. V úvahu bere procesy od těžby nerostných surovin přes dopravu, výrobu, užití až ke konečnému zpracování jako odpadu a zohledňuje energetické a surovinové náklady a dopad na životní prostředí pro každý z nich. Důležité jsou zejména emise do ovzduší, vody i půdy a spotřeba energie a materiálů.
Tato metoda je klíčová pro přechod na cirkulární ekonomiku. Současné výrobní schéma operuje na principu lineárního produkčního řetězce. Ze surovin se stává výrobek, z nějž se po použití stane odpad. Zelený produkční řetězec má za cíl odstranit všechny negativní externality výroby. Odpad by v tomto případě měl být jen organického původu, všechny syntetické látky by mělo být možné znovu použít jako suroviny o stejné kvalitě. Aby se zjistilo, jak moc se výroba a používání výrobku skutečně tomuto ideálu přibližují, je zapotřebí evaluace. Tu zajišťuje právě soubor metod Posuzování životního cyklu.

## Nedostatky
Problémem LCA je to, že operuje v kategoriích, jejichž rámci se produkty porovnávají. Někdy je ale zelenějším substitutem, schopným uspokojit tutéž potřebu, produkt z jiné kategorie, což ze srovnání zřejmé není. Také v tomto systém nezohledňuje možnost, zda by se některé výrobky neměly přestat vyrábět úplně a některé kategorie vymizet.